# زبان‌های ترکی میانه
زبان‌های ترکی میانه به فاز توسعه زبان های ترکی برمیگردد. به‌طور خاص، این اصطلاح توسط زبان‌شناسان برای اشاره به گروهی از قارلق و اغوز و زبان‌های مرتبط در این دوره در آسیای میانه، ایران و دیگر بخش‌های خاورمیانه فتح شده توسط سلجوقیان استفاده می‌شود. بهترین حالت ادبی آن قراخانی است که در کاشغر، بلاساغون و دیگر شهرهای که در راه ابریشم قرار دارد صحبت شده‌است. زبان ادبی خانات جغتای شکلی از ترکی میانه در نظر گرفته شده‌است. اشتباهاً، دوره قارلق و اغوز "ترکی میانه" هم‌دوره است با ترکی‌شرقی ترکی باستان که قرن‌های هشتم الی سیزدهم را دربر می‌گیرد.

## آثار ادبی
- کتاب دده قورقود
- افسانه کوراوغلو
- کتاب دیوان حکمت توسط خواجه احمد یسوی
- دیوان لغات الترک توسط محمود کاشغری (عربی و ترکی)
- قوتادغو بیلیگ توسط یوسف خاص حاجب بلاساغونی
- هبة الحقایق توسط احمد یوکنکی
- بابرنامه نوسط امپراتور گورکانی بابر (به زبان جغتایی)
- آثار علی شیر نوایی (به زبان جغتایی)، از جمله:
  - غرائب الصغار (شگفتی‌های کودکی)
  - نوادر الشباب (طنزهای جوانی)
  - بداء الوسط (شگفتی‌های میان‌سالی)
  - فوائد الکبار (سودهای پیری)